# Hageniinae
Hageniinae – podrodzina ważek z rodziny gadziogłówkowatych.
Należy tutaj następujący rodzaj:
- Sieboldius